# Румунська Вікіпедія
Румунська Вікіпедія — розділ Вікіпедії румунською мовою. Створена у липні 2003 року, перебуває на 30-му місці серед усіх мовних розділів Вікіпедії за кількістю статей. 5 серпня 2012 року була створена 200-тисячна стаття, 13 квітня 2015 року була створена 300-тисячна стаття.
У грудні 2004 року користувачі румунської Вікіпедії почали роботу над створенням локального розділу Вікімедії — Asociaţia Wikimedia România.
Румунська Вікіпедія станом на 27 березня 2025 року містить 511 716 статей, 685 960 зареєстрованих користувачів, 2922 активних дописувачів, 16 адміністраторів
. Загальна кількість сторінок в румунській Вікіпедії — 2 889 554, редагувань — 16 839 434, завантажених файлів — 117 927
. Глибина (рівень розвитку мовного розділу) румунської Вікіпедії велика і становить 125.8 пунктів
.